# Luv (grupo sul-coreano)
LUV (hangul: 러브 Reobeu; pronúncia coreana: [ləːbɯ]) foi um girl group sul-coreano de K-pop de curta duração fundado pelo SidusHQ, com seus ex-membros sendo Jo Eun-byul, Jeon Hye-bin e Oh Haet-nim, que mais tarde mudaria seu nome para Oh Yeon-seo.  Conforme declarado pelo LUV em uma entrevista, LUV significa "Love your Voice" ("Ame sua Voz"), com a mensagem da banda afirmando que todos devem amar a si mesmos, tanto seus pontos fortes quanto pontos fracos presentes em seus corações. 

## Biografia

### 2002: Estreia
Elas se apresentaram pela primeira vez com a música "A Better Day" da boy band JTL como a contraparte feminina desses cantores. Pouco tempo depois, elas estrearam com o single "Orange Girl", que foi muito popular. Elas lançaram seu segundo single, "I Still Believe in You", com um videoclipe logo em seguida. Seu primeiro álbum, Story, foi lançado em 15 de maio de 2002. Em algum momento durante o mês de agosto, LUV promoveu "Tears" do mesmo álbum e a apresentou em um show militar junto com grupos como SES e Fin.K.L. Elas foram creditadas como tendo um enorme potencial, sendo comparadas inúmeras vezes ao SES. 

### 2003: Fim do grupo
Embora a banda fosse popular e tivesse uma grande base de fãs, elas não duraram muito tempo, pois cada membro tinha suas próprias aspirações. A banda se separou rapidamente após um ano de sucesso moderado e onde cada membro foi atrás de seus objetivos. Jeon Hye-bin lançou um álbum solo e seguiu uma carreira de atriz, e suas experiências anteriores no grupo a levaram ao sucesso como cantora. Oh Yeon-seo seguiu uma carreira de atriz, e Jo Eun-byul tem trabalhado como atriz de teatro e musicais no distrito de Daehangno desde que o LUV se separou, embora ela tenha participado de uma performance de "A Better Day" da JTL em 2005. Eun-byul, agora conhecida como LeeBie (이비), lançou um mini-álbum solo intitulado 오늘 하루만 (This Day) em 26 de outubro de 2009.  Em 11 de novembro de 2009, o LUV se reuniu para um showcase em Seul.  Em 30 de março de 2010, seu álbum Story foi lançado na plataforma iTunes após oito anos.

## Membros
- Eunbyul
- Hatnim
- Bin

## Discografia

### Álbuns de estúdio
| Título              | Detalhes                                                   |
| ------------------- | ---------------------------------------------------------- |
| Story - Orange Girl | - Lançamento: 15 de maio de 2002 - Gravadora: Yejeon Media |